# Katy Bødtger
Katy Bødtger, född 28 december 1932 i Köpenhamn, död 1 maj 2017, var en dansk sångerska.

## Biografi
Katy Bødtger växte upp i stadsdelen Nørrebro i Köpenhamn. Modern, som arbetade på De Danske Spritfabrikker, var familjens huvudsakliga inkomsttagare då fadern, som var verktygsmakare, var alkoholist. Katy Bødtger sjöng i både skolkören och i Danmarks Radios flickkör. Hon lämnade skolan efter 7:e klass och jobbade som expedit vid två olika parfymerier. Efter en tid reste hon till Kanada och fick arbete på ett börskontor och ett bageri. Hon återvände snart till Danmark och tog sånglektioner för Johannes Wahl. Genom honom blev Bødtger upptäckt av skivbolaget Nordisk Polyphon och spelade in Fiskerpigens sang (1957). Låten blev en stor framgång och singeln såldes i över 100 000 exemplar. Under 1950- och 60-talen fick hon flera schlagerhits, däribland Blå viol, Farvel, Jimmy, farvel, Paradiso, Kun for sjov, Tammy, Tak, Edelweiss, Som duft af røde roser och Til glæden.
Bødtger deltog och vann Dansk Melodi Grand Prix (DMGP) 1960 med sången Det var en yndig tid och fick därmed representera Danmark i Eurovision Song Contest, som hölls i London. Hon slutade på en delad tiondeplats (av totalt 13 bidrag) tillsammans med Sveriges Siw Malmkvist. Väl i London spelade hon in låten In my island tillsammans med Edmundo Ros. Hon återkom till DMGP 1961 med låten Hamlet, dock utan att vinna.
Under 1970-talet fick Bødtger flera hits på Dansktoppen, däribland Lille sorte stær, Så går vi til enkebal och Fest i gaden. Under den här perioden hade hon ett framgångsrikt samarbete med Gustav Winckler och Svend Lundvigs Palmehaveorkester. Från 1980-talet och framåt spelade hon in flera skivor med danska psalmer och uppträdde i bland annat kyrkor och på ålderdomshem.

## Diskografi
- Hjertenes Jul (1964)
- Katy ’75 (1975)
- Til Stille Timer
- Du Dejlige Danske Sang (1994)
- Juletræet med sin pynt
- Jeg vil takke livet
- Blå Viol (2005)